# Caprice Bourret
Caprice Bourret (Hacienda Heights, 24 de outubro de 1971) é uma atriz e modelo americana. Ela mora em Londres que também sedia sua própria marca, By Caprice.
Em 2000, Bourret assinou um contrato com a multinacional Debenhams para dar-lhe um espaço para sua marca de lingerie. Após o sucesso obtido, seis anos depois fundou a By Caprice Products, vendendo seus produtos internacionalmente para grandes lojas.